# توماکو
توماکو (به اسپانیایی: Tumaco) یک سکونتگاه مسکونی در کلمبیا است که در بخش نارینیو واقع شده‌است.

## خصوصیات
توماکو ۳٬۷۶۰ کیلومترمربع مساحت و ۹۹٬۴۰۰ نفر جمعیت دارد و ۲ متر بالاتر از سطح دریا واقع شده‌است.

## نگارخانه

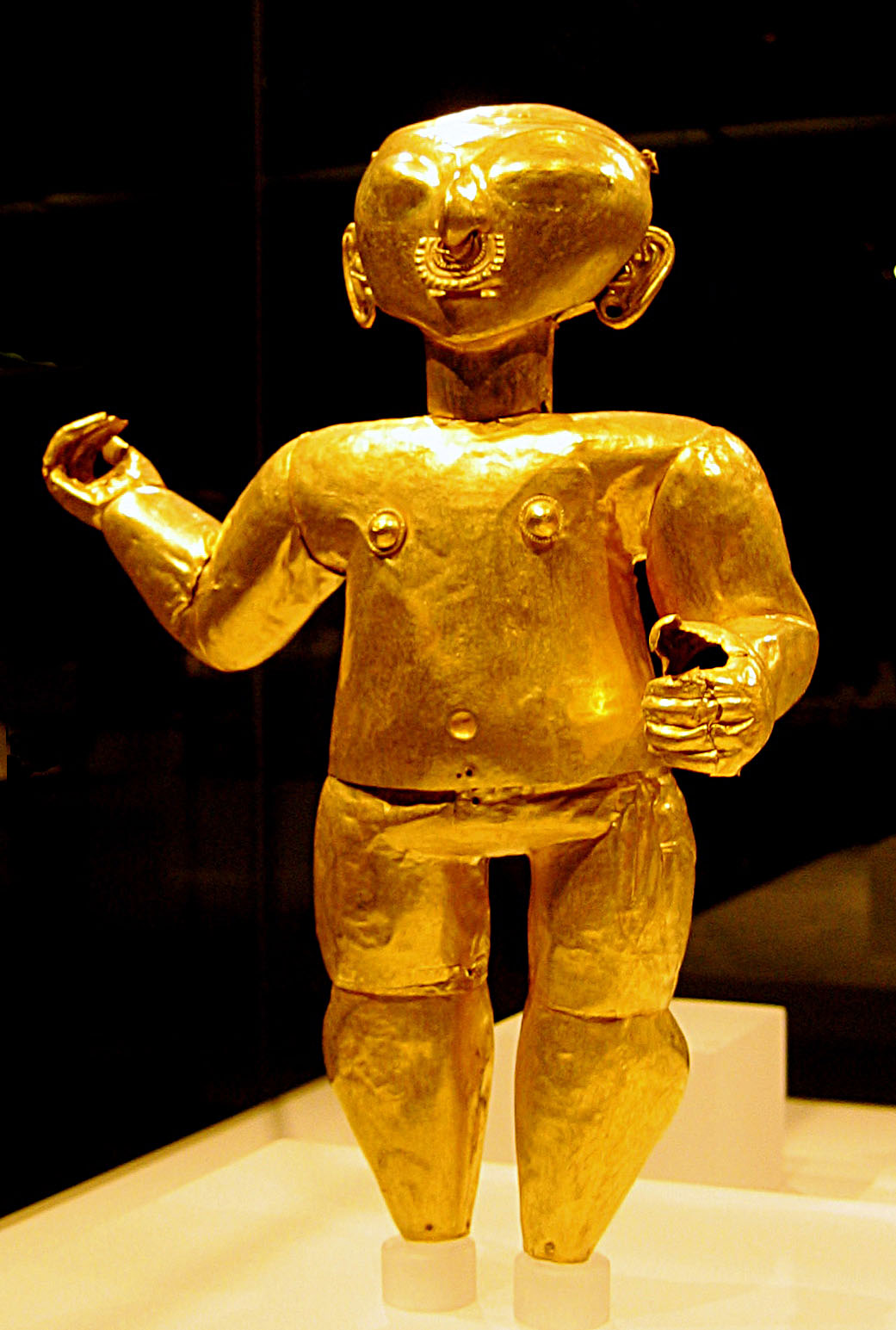
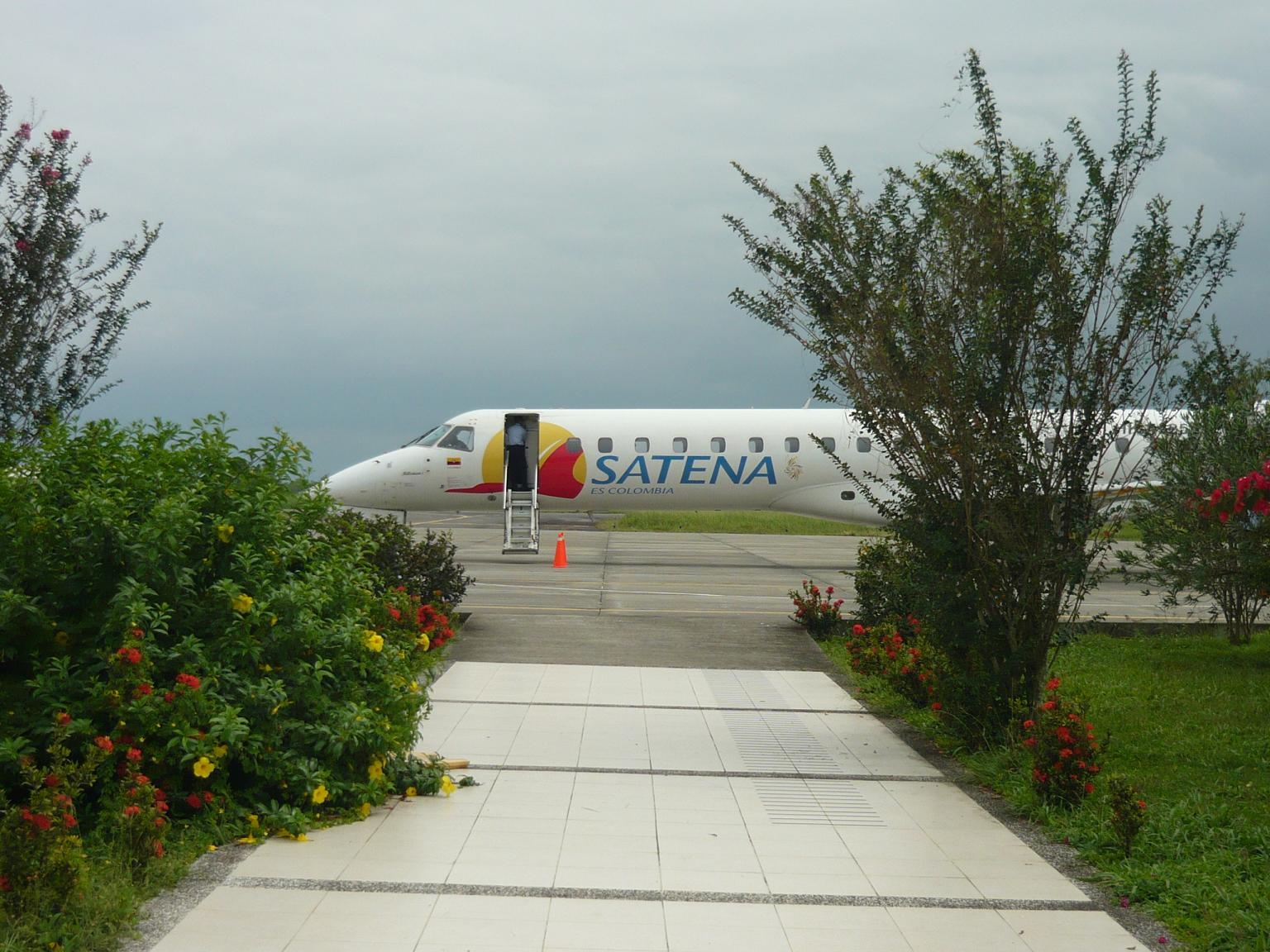
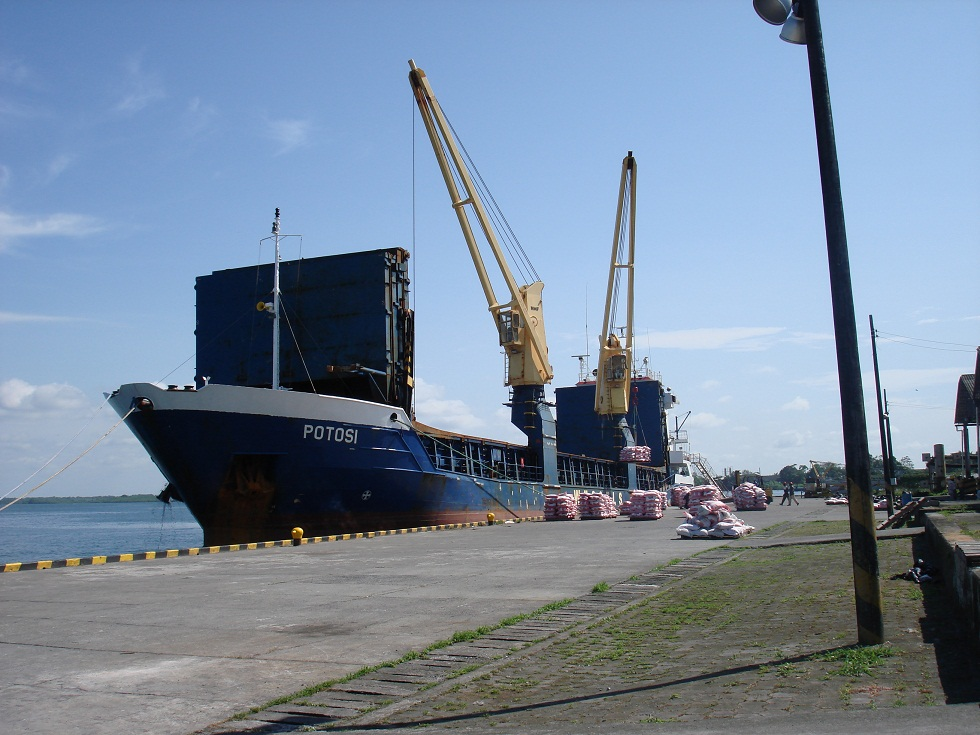
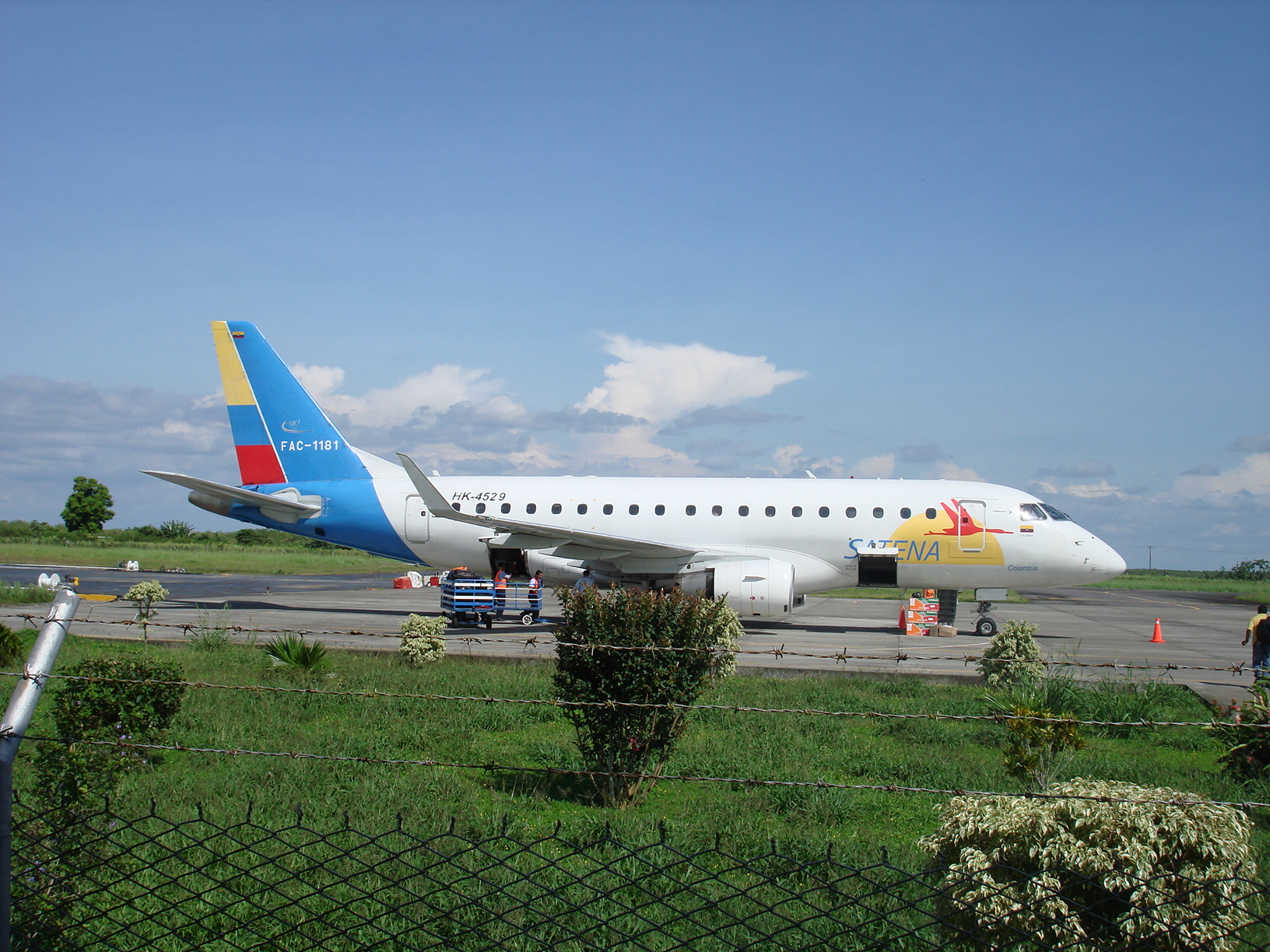
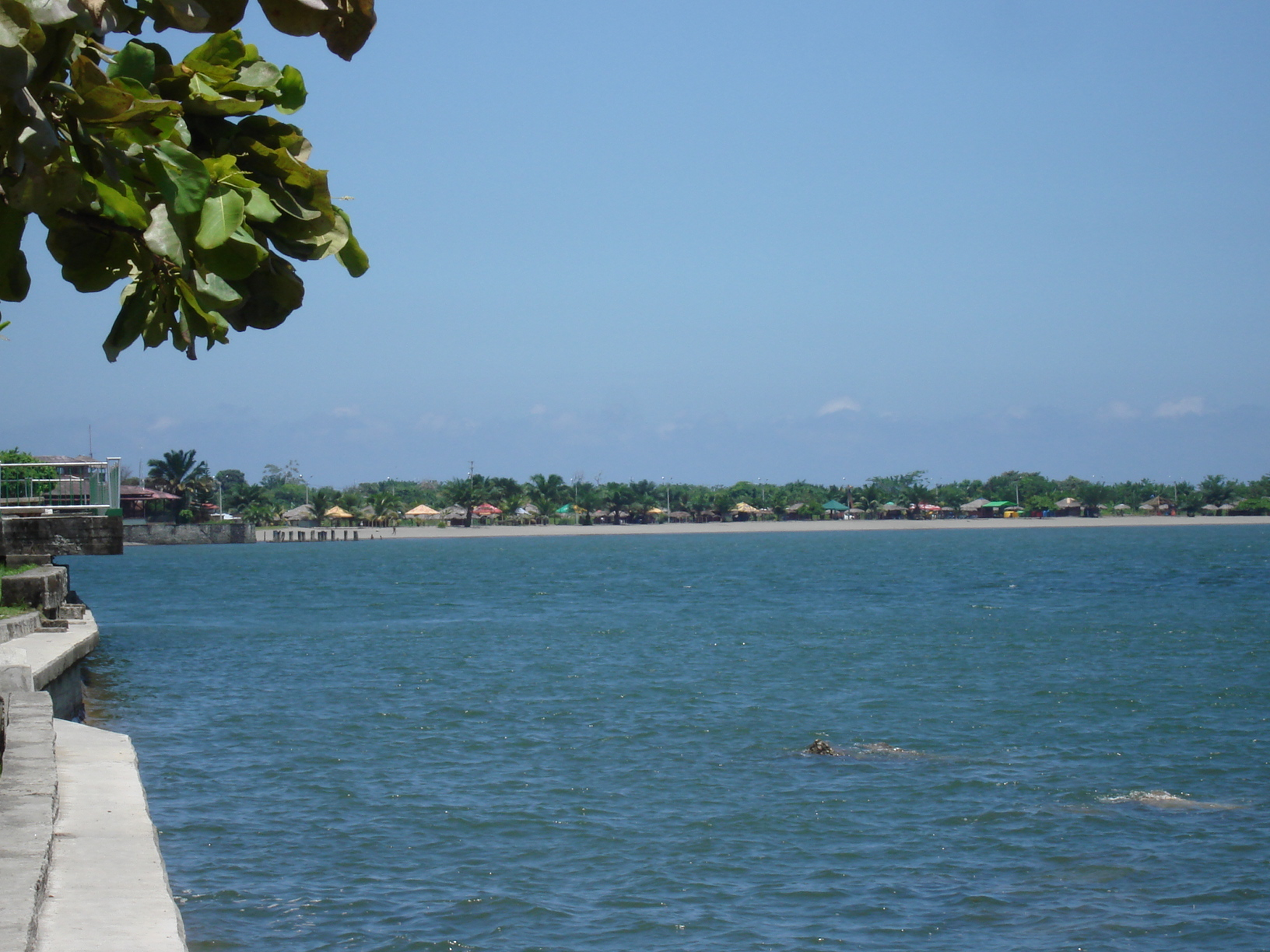
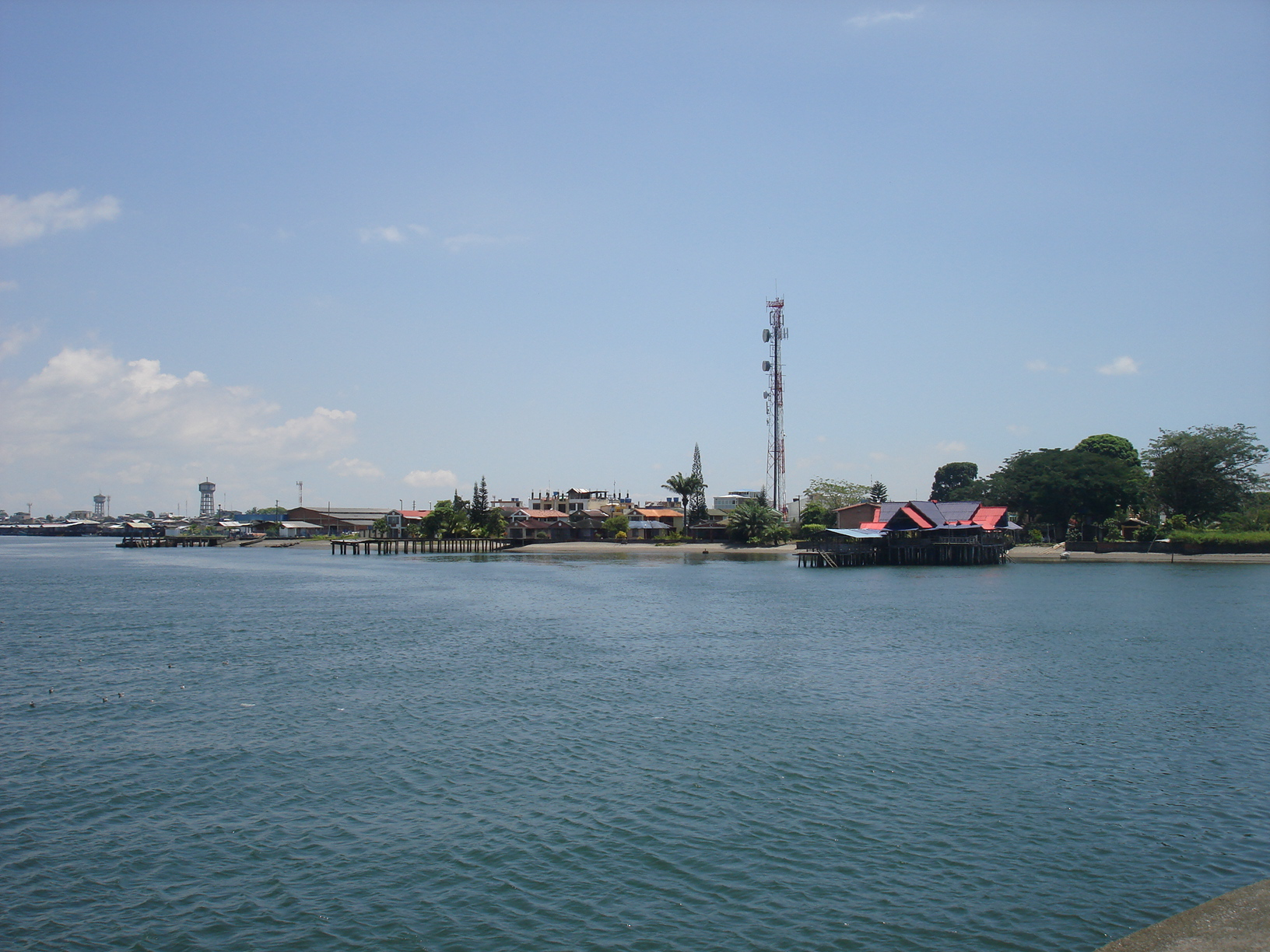